# Áreas protegidas de Egipto

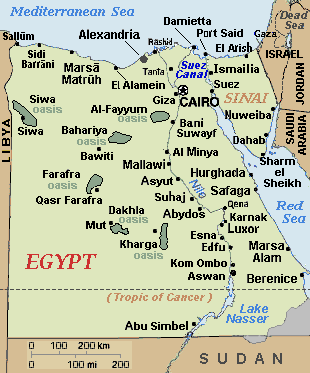
Egipto, ciudades y oasis

Según la IUCN, en Egipto hay 50 áreas protegidas que ocupan una superficie terrestre de 129.390 km2, el 13,14 % de los 984.997 km2 del país, y 11.716 km2 de áreas marinas, el 4,95 % del área que pertenece al país, 236.612 km2. Hay 3 parques nacionales, 5 reservas naturales estrictas, 3 paisajes protegidos, 13 áreas protegidas, 2 reservas naturales de conservación, 2 monumentos naturales, 1 área protegida patrimonio natural, 11 áreas de uso múltiple, 1 área protegida marina, 1 área geológica protegida y 1 área de recursos protegidos. Además, hay 4 sitios Ramsar, 2 reservas de la biosfera de la Unesco y 1 sitio patrimonio de la Humanidad.

## Parques nacionales
- Ras Mohammed. Está situado en la región turística de la Riviera del mar Rojo, situada a 12 km de la ciudad de Sharm el-Sheikh. El parque abarca una superficie de 480 km², que incluye 135 km² de zona terrestre y 345 km² de superficie acuática.[2]

- Parque nacional Wadi El Gamal, 7450 km2. Incluye 4,770 km2 de tierra y 2,100 km2 de espacios marinos.[3] La zona costera presenta arrecifes de coral con 450 especies de coral y más de 1200 especies de peces. Aproximadamente el 17% de la vida marina es originaria del Mar Rojo. También incluye cinco islas, incluida la isla de Wadi El Gamal. Estas islas son un espacio natural para 13 especies de aves, y las hierbas marinas locales son importantes fuentes de alimento para el dugón en peligro de extinción y la tortuga verde.

- El-Gelf El-Keber, 48.523 km2. En la remota y seca Gobernación del Nuevo Valle. Creado en 2007, tiene 48.533 km2, el 5 por ciento del territorio egipcio. Está delimitado al oeste por Libia y al sur por Sudán. No hay asentamientos humanos en su interior. Consiste en tres ecosistemas principales: las serranías meridionales del Gran mar de arena, que incluyen el desierto de vidrio líbico, la meseta de Gilf Kebir, en el rincón sudeste del país, y la porción egipcia del macizo del monte Uweinat. En tiempos más húmedos, el área tuvo asentamientos humanos que han dejado arte rupestre del periodo húmedo de África, en Wadi Hamra y las cuevas de las Bestias, de los Nadadores y de los Arqueros. El monte Uweinat, 150 km al sur de Gilf Kebir, también posee abundante arte rupestre. La flora es la típica del desierto, con acacias de copa plana, arbustos del género Zilla y Fagonia arabica, entre otras. Entre la fauna, destaca el arruí.[4]

## Sitios Ramsar

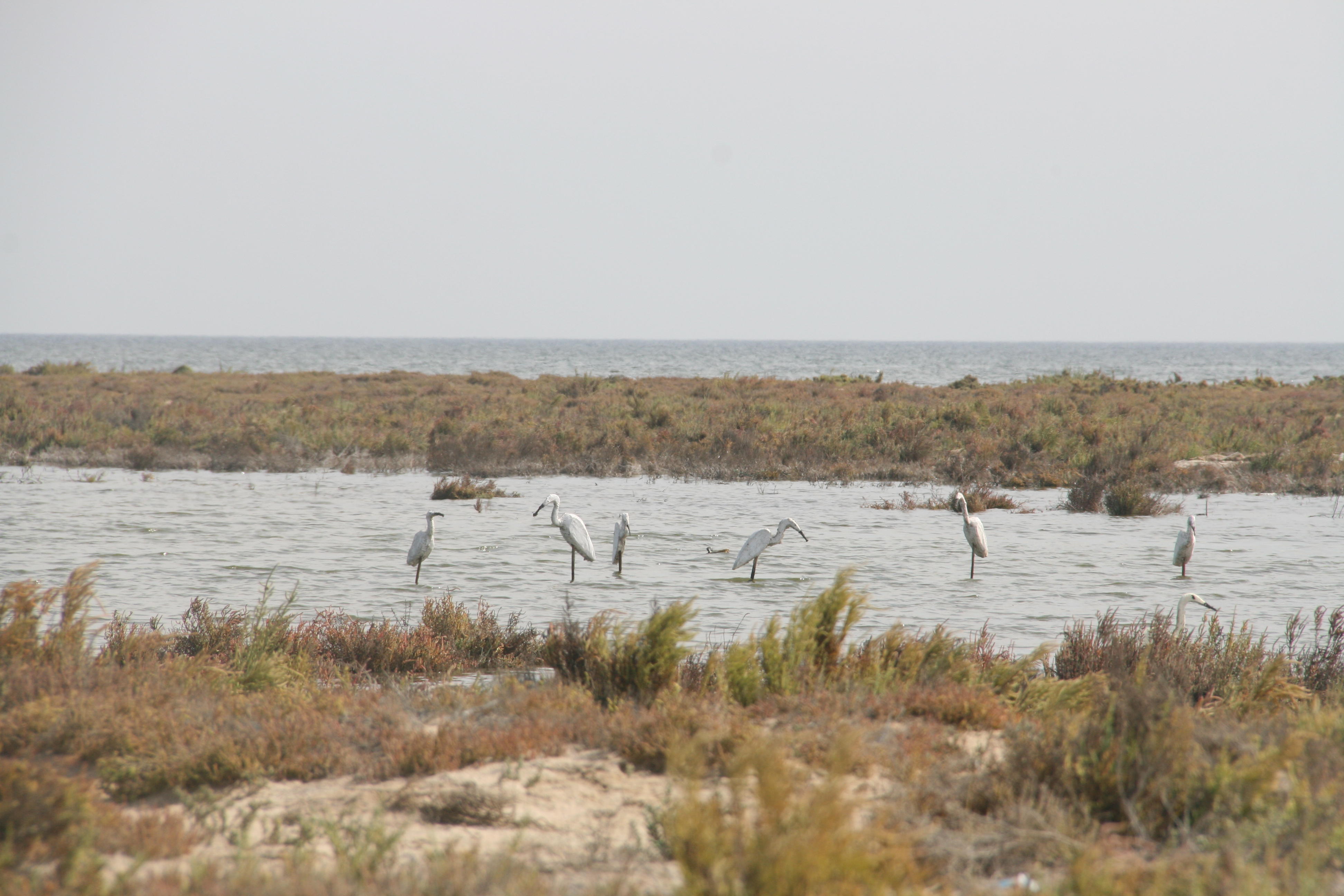
Lago Bardawil en 2012

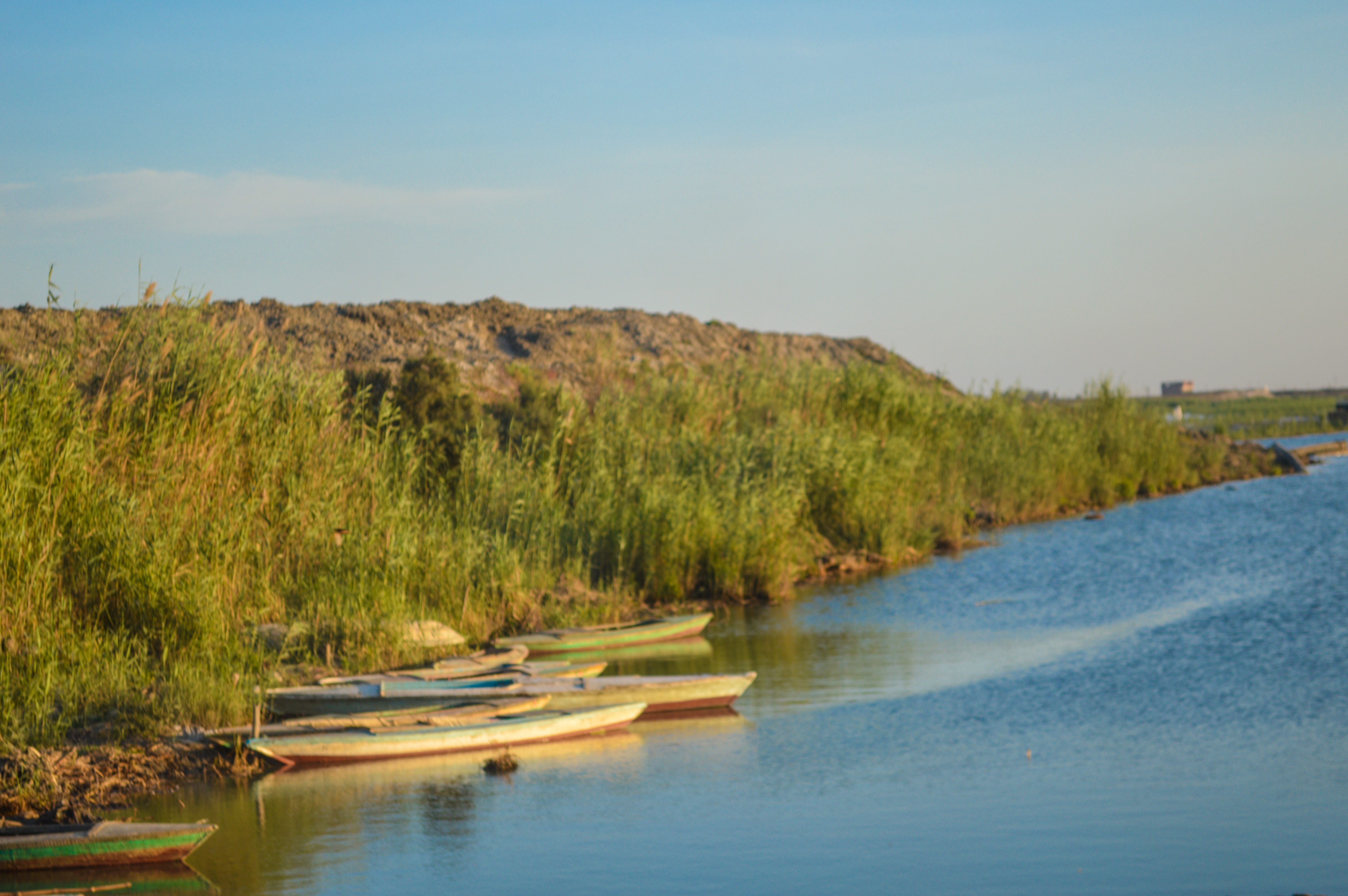
Lago Burullus

En Egipto hay designados cuatro sitios Ramsar que ocupan una superficie de 415.532 hectáreas (4115 km2). Dos están en la costa mediterránea y otros dos en Al Fayún.
- Lago Bardawil. Creado en 1988 con el número 407 y 595 km2 en las coordenadas 31°04′N 33°04′E, en la costa norte de la Península del Sinaí, en la gobernación de Shamāl Sīnāʾ. El lago, de 690 km2, consta de dos lagunas hipersalinas interconectadas, con islas y penínsulas, y un importante aporte de peces que se explotan comercialmente. Alberga medio millón de aves. La extracción de sal ha provocado considerables cambios ecológicos, entre ellos la formación de barras arenosas que separan las lagunas del mar, que alcanzan como mucho los 3 m de profundidad.[5][6]

- Lago Burullus. Creado en 1988 con el número 408 y 462 km2 en las coordenadas 31°30′N 30°49′E. Se trata de un lago salino poco profundo con numerosas islas e islotes (unas 50 con un área de 0,7 km2) conectados con el mar por un estrecho canal de 250m m de ancho y 5 m de profundidad. Importante hábitat de invernada para las aves. Amenazado por las aguas contaminadas con fertilizantes y pesticidas.[7] Está separado del mar por una estrecha franja de 5,5 km. En el norte hay marismas salinas, mientras que en el sur, más alejado del mar, hay carrizales. El lago recibe las guas de drenaje de la agricultura de los alrededores y agua dulce del canal Brembal, que disminuyen la salinidad. Hay unas 112 especies de aves, 23 de reptiles y 18 de mamíferos en el entorno.

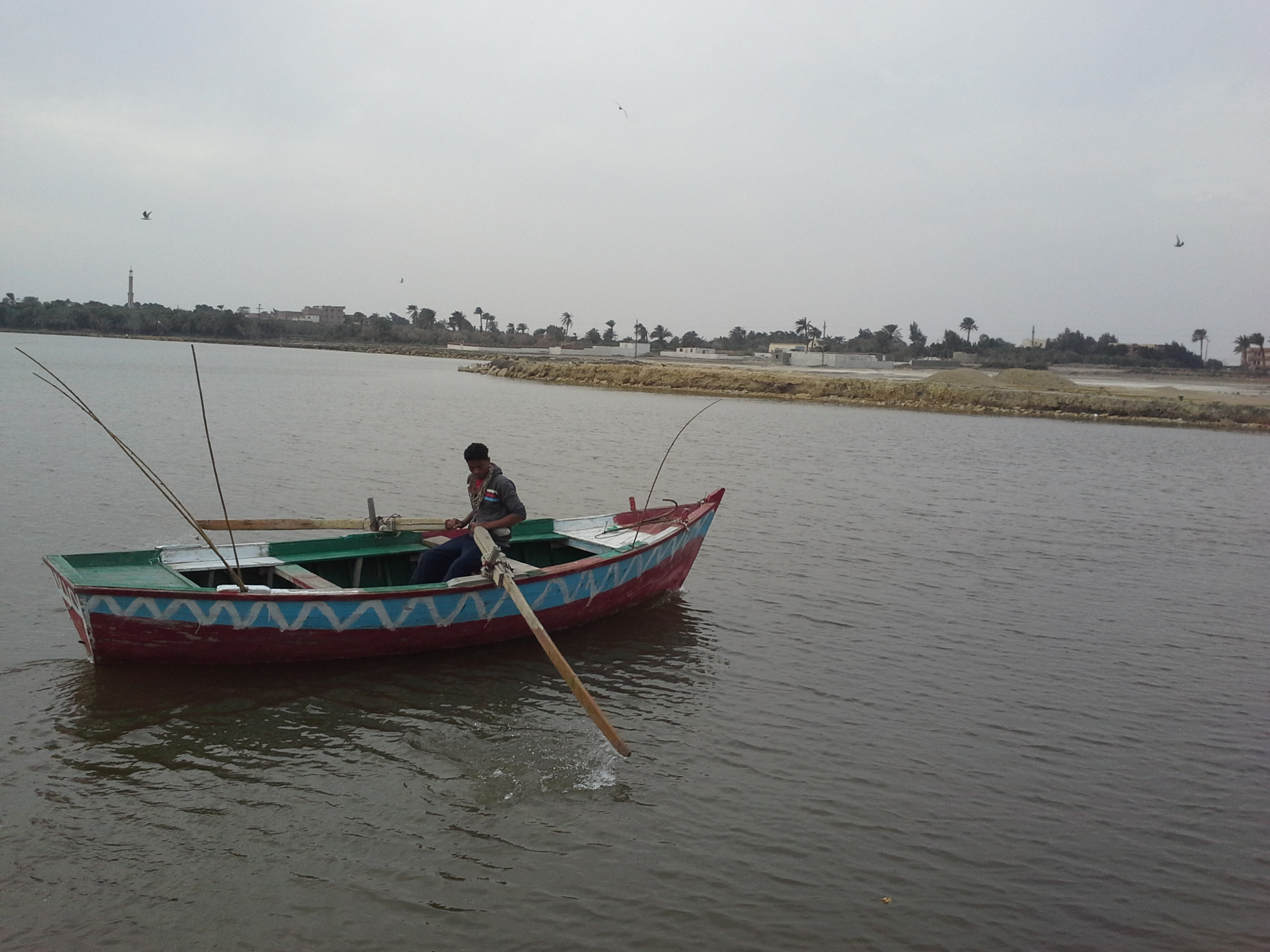
Lago Qarun, en el Fayún

- Área protegida del lago Quarun. También es reserva natura, con 1340 km2. El lago Qarun, de 214 km2, se encuentra 80 km al sudoeste de El Cairo. Se encuentra a 45 m bajo el nivel del mar y ocupa la parte norte, más baja de la depresión en la región de Fayún. No forma parte del valle de Nilo. Es sitio Ramsar número 2040 desde 2012, en 29°34′N 30°36′E. Es un lago salino interior permanente con sedimentos del Neolítico. Tiene una pequeña isla, considerada uno de los lugares más atractivos para la anidación de aves. Hay unas 88 especies que en 2010 se estimó en 26.000 individuos, así como 12 especies de peces. Se encuentran especies amenazadas como la gacela blanca y la gacela dorca. La zona sur del lago se usa para agricultura tradicional y recientemente para piscifactorías. En el lago se pesca y se practica el ecoturismo.[8] Es considerada área de importancia para las aves (IBA), con flamencos, garzas, espátulas y muchas especies de patos, como el zampullín cuellinegro y el cuchara común, así como la gaviota picofina.[9][10][11]

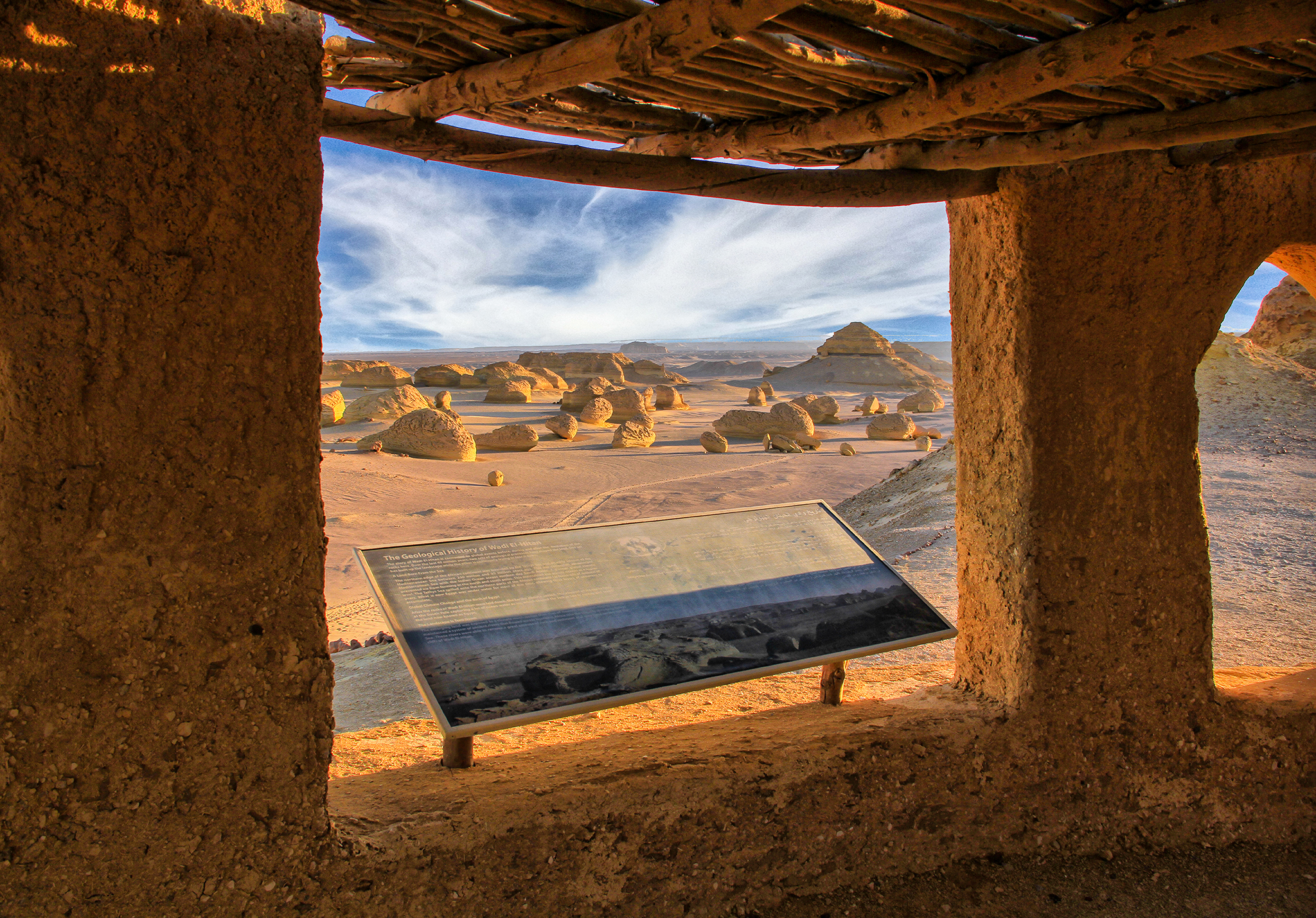
Valle de las ballenas, Al-Hitan, en el Wadi Al-Rayan, en El Fayún

- Área protegida del Wadi El Rayan. Wadi el Rayan ocupa una depresión en parte septentrional del desierto occidental entre las longitudes 29°00' y 29°24'11" E y las latitudes 30°00' y 30° 34'N. A 210 km al sur de la costa mediterránea. El área protegida, desde 19989, se encuentra en 30°00′ N y 30°18′ E. Posee cuatro fuentes de agua sulfurosa y tiene 1759 km2 de extensión. Era una zona de paso entre las caravanas y los oasis. Las lluvias medias son de 10,1 mm anuales, la mitad en diciembre. Es una de las tres subcuencas que componen la amplia depresión circular de Al Fayún. En 2012 se declara sitio Ramsar número 2041. Posee dos lagos principales, a distintas alturas, conectados por un canal cenagoso. El área alberga aves de importancia como el porrón pardo y el aguilucho papialbo, y mamíferos como la gacela blanca. Los lagos y fuentes dan vida a 29 especies de peces, 164 de aves, 24 de mamíferos, 14 de reptiles y 38 de plantas. Viven unas doce mil personas en la zona, de la pesca y la agricultura. Dentro del sitio Ramsar se encuentra Wadi al-Hitan, el valle de las ballenas, designado patrimonio de la humanidad en 2005 por poseer fósiles de un suborden extinguido de ballenas, Archaeoceti, crucial en la comprensión de la evolución entre la tierra y los océanos.[12]

## Reservas de la biosfera

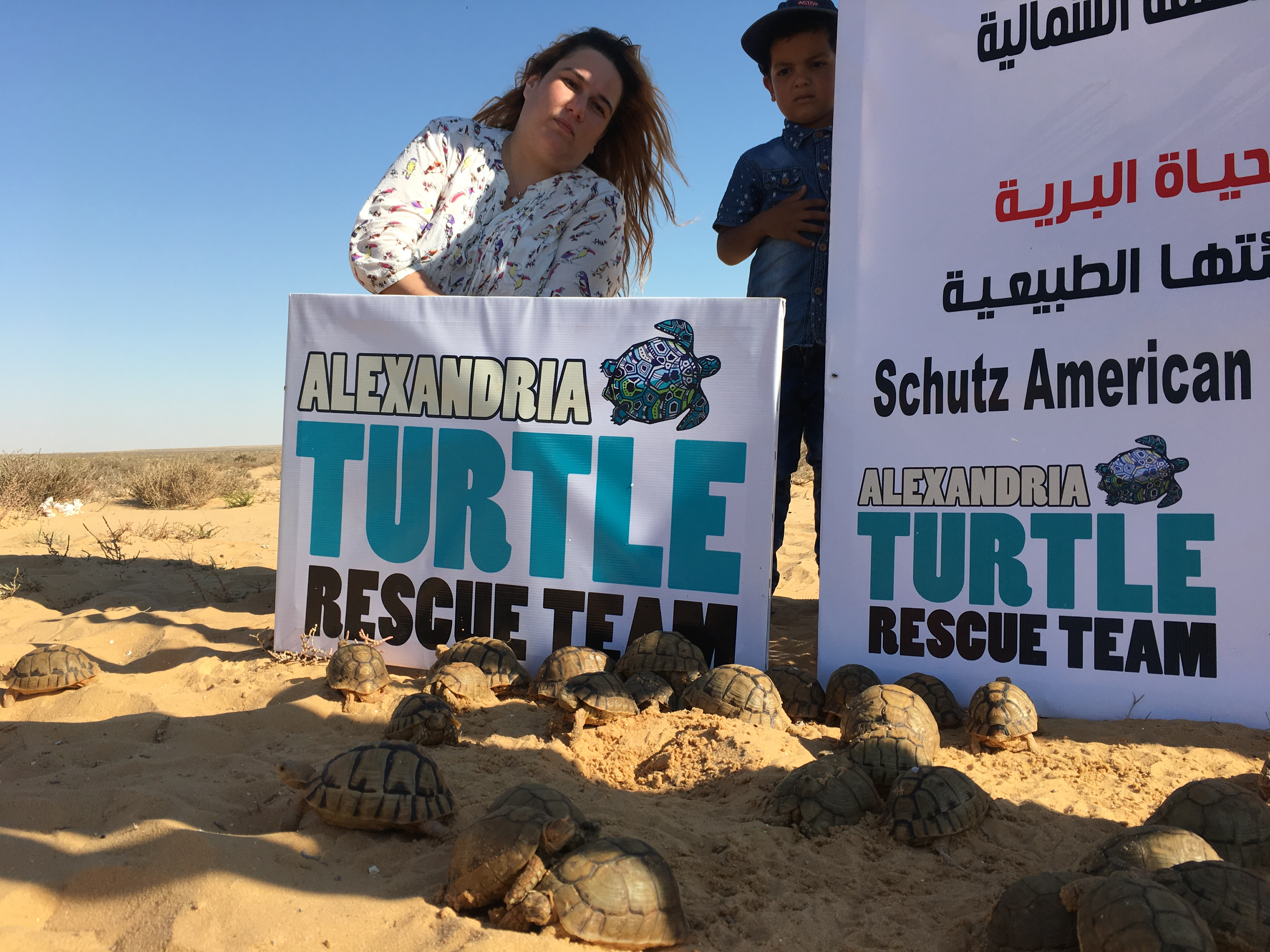
Proyecto de rescate de tortugas en el área de Omayed

- Wadi Allaqui, 23.800 km2, en el extremo sudeste del desierto, 180 km al sur de Asuán, al este del lago Nasser. En 2003 había unos mil habitantes, que aprovechan los recursos de la reserva para la trashumancia del ganado, la producción de carbón de leña, la recolección de plantas medicinales y el cultivo de hortalizas a pequeña escala. Se extiende de 20°20' a 22°10'N, y de 32°40' a 33°40'E. La vegetación en los uadis está formada por extensas matas arbustivas de tarais, Heliotropium supinum y Glinus lotoides. La vegetación por encima de las áreas inundables está dominada por especies xerófilas como Salsola baryosma y Acacia ehrenbergiana. Curso arriba, hay Balanites aegyptiaca, Salvadora persica, Acacia raddiana y Acacia tortilis, además de algunos cultivos.[13]

- Omayed, 758 km2, designada en 1981 y ampliada en 1998. A unos 80 km al oeste de Alejandría en la costa mediterránea y a 200 km al este de Matruh. Comprende cuatro localidades con unos 400 habitantes, además de varias tribus con unos 5500 individuos. Hay cinco hábitats principales: dunas costeras, depresiones salinas, depresiones no salinas y mesetas interiores. En las dunas calizas calcáreas, muy secas, crecen Ammophila arenaria, Euphorbia paralias, Pancratium maritimum, etc. Las mesetas de suelos residuales se caracterizan por timeleáceas y comunidades de Gymnocarpus decadrum, o por asociaciones de Plantago albicans y Asphodelus microcarpus. Las depresiones salinas están dominadas por Salicornia fruticosa, Cressa cretica, Atriplex halimus etc., y las no salinas y las mesetas incluyen especies como Artemisia monosperma, asociaciones de Hammada elegans (en suelos calcáreos), Anabasis articulata y Hammada scorpia (en suelos muy degradados), y Suaeda pruinosa y comunidades de Salsola tetrandra. El área está sometida a degradación por el incremento de los regadíos y las tierras agrícolas.[14] La fauna incluye liebres, gacelas, zorros del desierto, rapaces, reptiles y tortugas.[15][16]

## Patrimonio de la humanidad
- Wadi Al-Hitan (El valle de las ballenas), 200 km2, en el desierto occidental, al noroeste del área protegida de Wadi El Rayan. Posee restos fósiles de arqueocetos, cetáceos de un orden específico antiquísimo, hoy en día extinguido. Hay unos 400 esqueletos de ballenas bajo el suelo y unos 38 fósiles de esqueletos encima. El área de los fósiles cubre unos 7 km2. Asimismo hay fósiles de vertebrados del Eoceno medio, hace unos 40-43 millones de años.[17]

#### Patrimonio histórico
- Menfis y su necrópolis - Zonas de las pirámides desde Guiza hasta Dahshur
- Antigua Tebas y sus necrópolis
- Monumentos nubios de Abu Simbel a File
- El Cairo Histórico
- Abu Mena
- Zona de Santa Catalina

Ver también: Anexo:Patrimonio de la Humanidad en Egipto

## Otras áreas protegidas

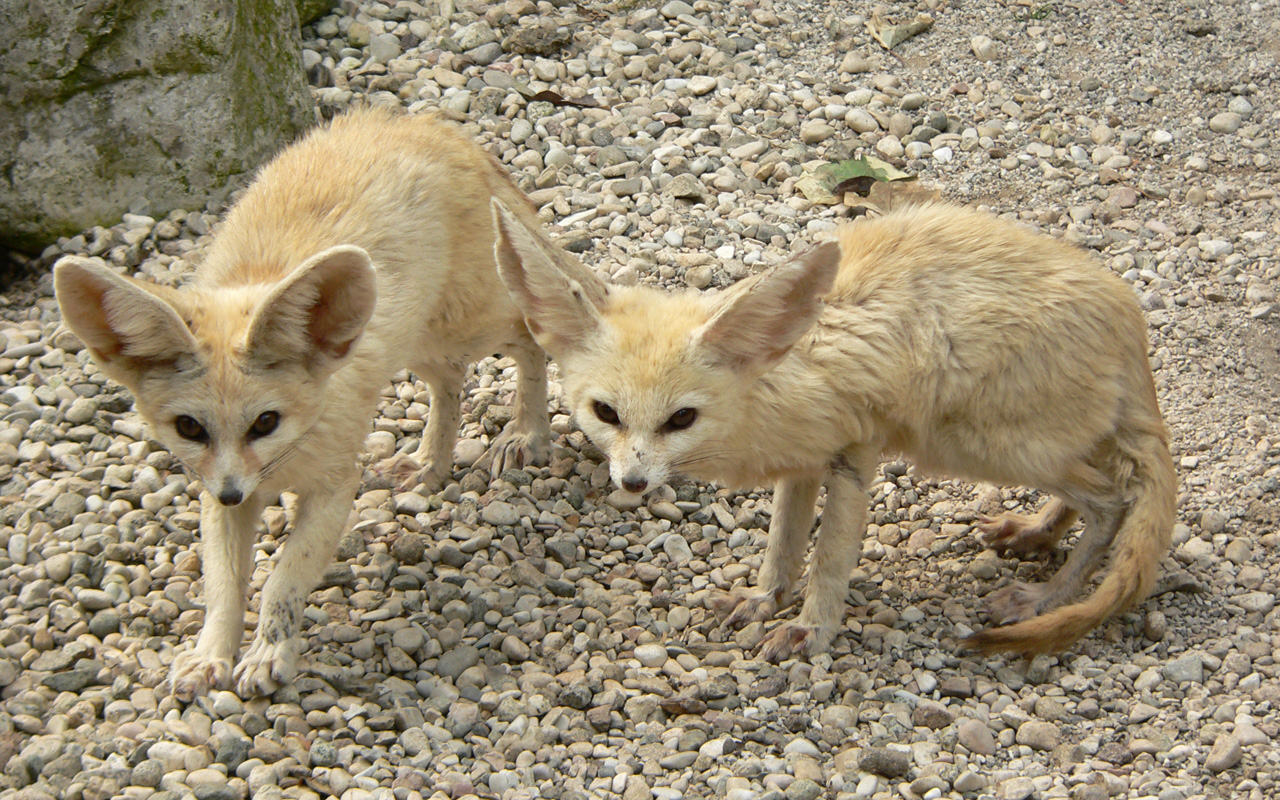
Zorros del desierto o fénecs

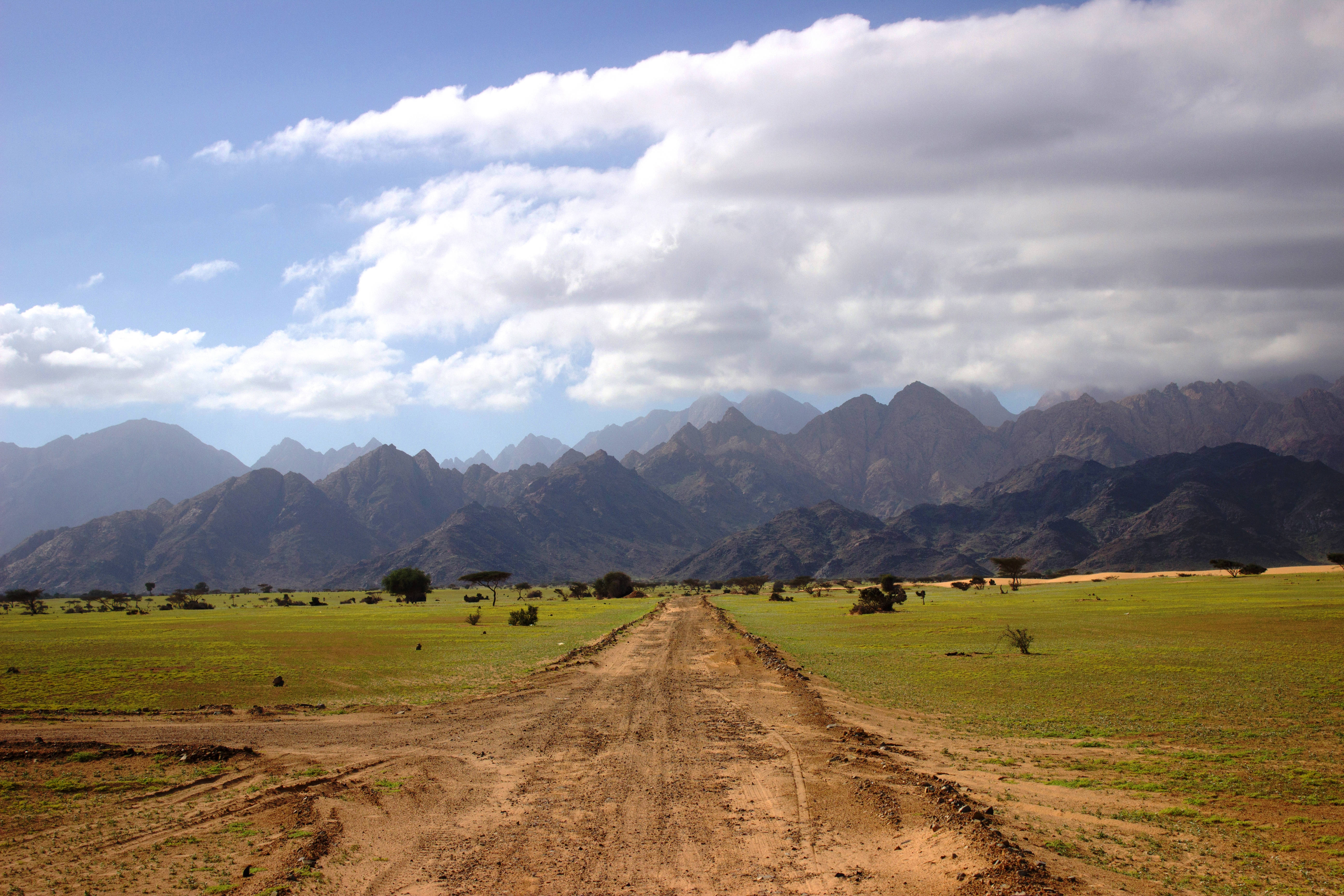
Área protegida del protectorado de Gabal Elba

Según la UNDP (United Nations Development Programme) en Egipto hay 27 áreas protegidas que cubren 148.023 km2, el 15% del territorio. El sistema de áreas protegidas (PAs) divide el país en cinco zonas: Sinaí, Cairo, Desierto occidental, mar Rojo y Alto Egipto. A las zonas protegidas mencionadas anteriormente, se añadirían las siguientes:
- Área protegida de Zaranik. En la costa norte del Sinaí, protege la laguna del extremo oriental del lago Bardawil y las playas del este. Es un cuello de botella y estancia de cientos de miles de aves migrantes paleárticas en otoño. Flamencos, charranes y limícolas crían aquí en verano. En la costa hay tortugas. El interior son dunas de arena intercaladas con marismas salinas y algunos palmerales que albergan especies amenazadas, como la tortuga egipcia, el gato de las arenas y el fénec o zorro del desierto. Es zona de interés internacional para las aves.[19]

- Reserva de El Abrash. es una estrecha área de dunas costeras en el norte del Sinaí, cerca de la frontera con Gaza donde se han introducido plantas para estabilizar las dunas. En esta zona, viven algunas plantas y animales raros.

- Reserva natural de Elba. Es un área muy extensa, de 35.600 km2, creada en 1985 para proteger diversos ecosistemas: los manglares del mar Rojo, 22 islas del mar Rojo, arrecifes de coral, dunas costeras, marismas salinas costeras, llanuras desérticas costeras y un conjunto de montañas costeras (Gebel Elba, Jabal Ebruq y Al Daeeb). Gebel Elba es una montaña volcánica aislada que alcanza 1437 m. Su cima es un oasis de niebla donde las precipitaciones contribuyen a crear un ecosistema único en Egipto. Hay 458 especies de plantas. Helechos, musgos y suculentas colonizan las alturas, entre ellas la endémica Biscutella elbensis. Más abajo, hay Acacia tortilis, Delonix elata, Aerva persica y Euphorbia cuneata. En las marismas hay vegetación halófita y manglares. Entre la fauna, cuarenta especies de aves, entre ellas avestruces y buitre orejudo. Entre los mamíferos hay dugones, treinta especies de reptiles y solo una de anfibio.[20]

- Las Islas de la costa y sur de Hurghada, así como los manglares a lo largo de toda la costa del mar Rojo, fueron incluidos en la reserva de Elba, pero se gestionan como una unidad separada. Las isla son lugares de importancia internacional para las aves, con el 30 por ciento de la población mundial de gaviota ojiblanca anidando aquí. En las islas crían también tortugas, y en el mar y los manglares dugones y delfines. Las islas septentrionales son más visitadas por las aves planeadores en migración.

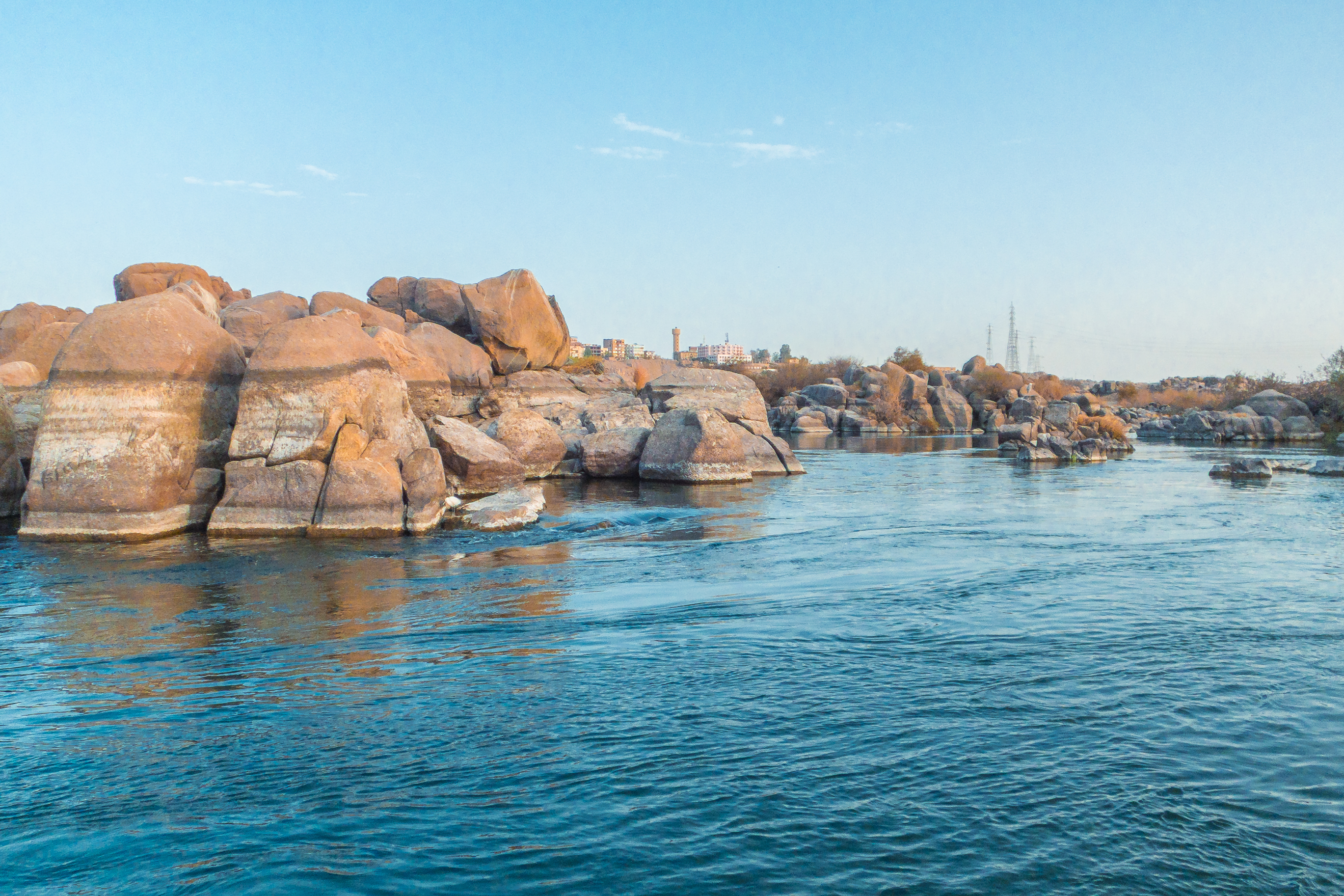
Área protegida de Saluga y Ghazal

- Área protegida de Saluga y Ghazal. Son dos pequeñas islas graníticas en el Nilo, 3 km al norte de la Presa de Asuán, de solo medio kilómetro, con una vegetación lujuriante de arbustos que representa la vegetación que había en el Nilo antes de la humanización. Hay unas 94 especies de plantas y numerosas aves se refugian en ellas. Al norte se encuentran las islas de Asbournati y Amoun, y al sur la isla de Sohail.[21][22]

- Área protegida de Ashtum El Gamil. Parte del lago Manzala, el mayor y más productivo de los humedales del delta. Uno de los más importante para la hibernación de las aves, con unas 35 especies que anidan aquí. Protege el paso de peces desde el mar y hacia el mar. En la zona protegida, en la isla de Tennis, se encuentran las ruinas de una ciudad romana.[23]

- Protectorado de Santa Catalina. Ocupa gran parte del centro de la Gobernación de Sinaí del Sur, tiene unos 4350 km2, y es una región montañosa ígnea y metamórfica precámbrica que incluye los picos más altos de Egipto (Gebel Katherina (2.641 m), Gebel Um Shomar (2.586 m), Gebel El Thabt (2.439 m), Gebel Musa (2.280 m) y Gebel Serbal (2.070 m)), intercalados por una profunda red de profundos uadis que desaguan al este hacia el golfo de Aqaba y al oeste al golfo de Suez. El monasterio es una de las dos áreas patrimonio. Hay en la zona unas 419 especies de plantas, el 40 por ciento del total de la flora egipcia. Entre las aves, Aquila verreauxii, Onychognathus tristramii, Corvus rhipidurus y Carpodacus synoicus, así como Gypaetus barbatus, Hieraaetus fasciatus y Aquila chrysaetos.[24]

- Área protegida del domo cretácico de El Hassana, a 23 km de El Cairo, en la gobernación de Guiza, que emerge en la meseta dominante del Eoceno, Cubre un área de 1 km2 y tiene una altitud máxima de 109 m, a los pies del valle de Hassana. La reserva está dividida en dos por la autopista Alejandría-El Cairo. El protectorado del Domo de El Hassana es uno de los más pequeños de Egipto. Contiene crustáceos de hace un millón de años.[25]

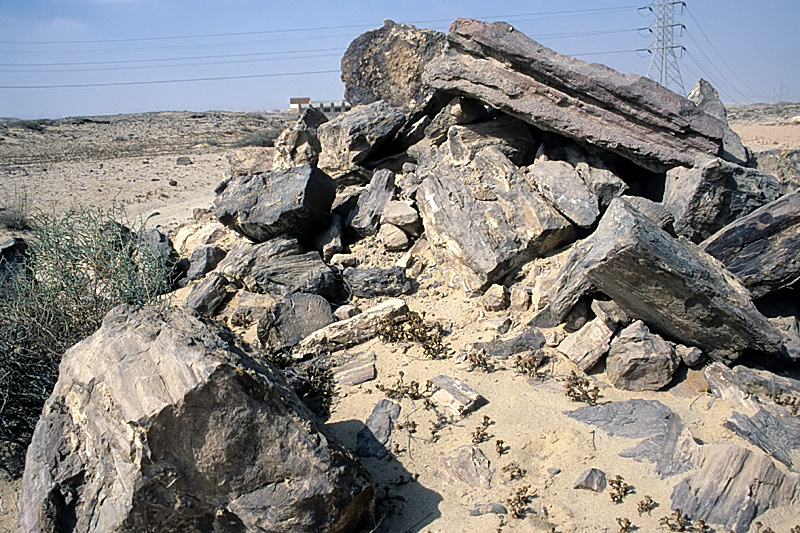
Bosque petrificado de Maadi

- Área protegida del bosque petrificado de Maadi. El Protectorado del Bosque Petrificado o Gabal el-Khashab, se encuentra a 30 km de El Cairo, cerca de Maadi. El bosque tiene 35 millones de años, consecuencia de inundaciones en las colinas del mar Rojo.[26]

- Área protegida del uadi El Allaqi. A 180 km al sudeste de Asuán. Es reserva de la biosfera y  el protectorado cubre unos 30.000 km2. El uadi Allaqi, de 275 km de largo y 1 km de anchura,, incluye partes de las mayores ensenadas del lago Nasser. hay 90 especies de plantas, 16 de aves y algunos reptiles venenosos. De aquí se extraía cuarzo de calidad y oro aluvial en tiempos. En el valle viven unos mil miembros de la Etnia bishari o bisharin, que usan la tierra para pastorear, obtener leña y recolectar plantas medicinales.

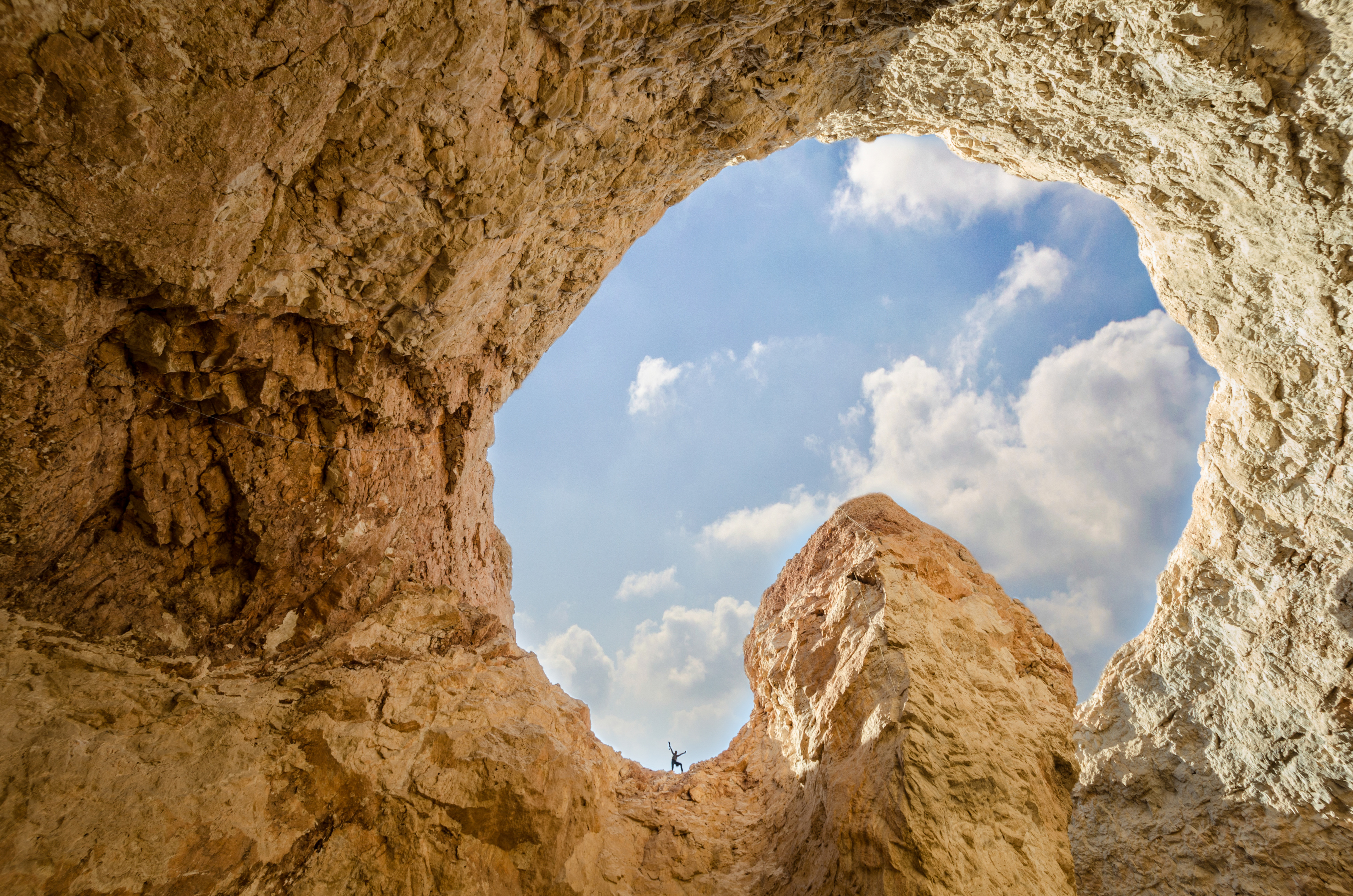
Cueva de Sannur

- Área protegida de la cueva de Sannur. A 115 km al sur de El Cairo, en la gobernación de Bani Suef. Pertenece al Eoceno. Su importancia se atribuye a la emergencia de estalactitas y estalagmitas que parecen de vidrio, de nieve o como el coral, que aportan registros paleoclimáticos. Está cerca de la localidad de Sannur. Tiene unos 275 m de longitud y una anchura en el centro de 12 m.[27]

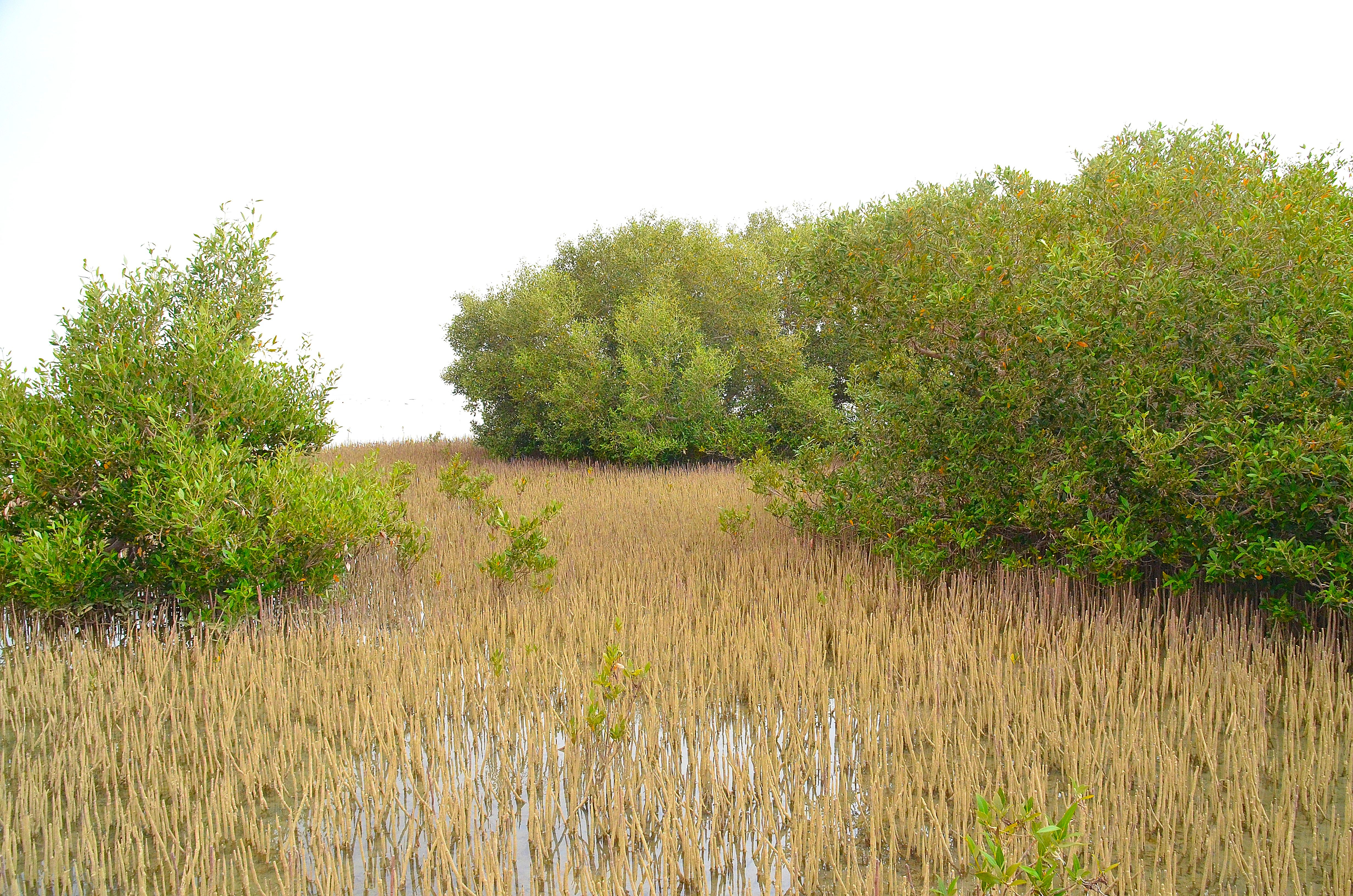
Avicennia marina en el Nabq

- Área protegida de Abu Galum. Tiene una superficie de 400 km2. Se encuentra en la carretera de Sharm el Sheikh a Taba, en una área conocida como Wadi al-Rasada, en el sur de Sinaí. Se caracteriza por las elevadas montañas cerca de la costa, con sinuosos uadis, dunas costeras, abanicos aluviales y algunas depresiones salinas. Ls montañas graníticas caen abruptamente sobre el mar. Las playas forman arrecifes con espectacularesw formaciones coralinas. Hay unas 165 especies de plantas. Entre los animales hay el íbice nubio, damanes, hiena rayada, zorro de Rüppell, cobras y víboras Echis coloratus. Hay cuevas bajo el agua que descienden a cien metros de profundidad.[28]

- Área protegida de Nabq. En la gobernación de Sinaí del Sur, en la costa del golfo de Aqaba. Tiene 600 km2 y posee una de las comunidades de manglar más septentrionales del mundo, que bordean 4,8 km de costa y tienen una sola especie, Avicennia marina. Hay lechos de algas, arrecifes de coral y zonas intermareales. El desierto interior posee una de las mayores poblaciones de gacelas del sur del Sinaí. Hay una pequeña comunidad de pescadores artesanales y comunidades de beudinos.[29]

- Área protegida del uadi El Assiuti. Pequeño ejemplo de un ecosistema de uadi desértico en la porción caliza del desierto occidental que se conserva en parte intacto. En la Gobernación de Asiut, en el Alto Egipto, con unos 210 km2, a 400 km de El Cairo. La cuenca del uadi, en la meseta caliza de Mazza, tiene varios ramales y 186 km de longitud, entre las longitudes 31˚12'E y 32˚30'E, y las latitudes 27˚00'N y 27˚48'N. Hay un plan para convertir buena parte del territorio en tierras agrícolas. La reserva se halla a la entrada del uadi.[30] En la región hay cabras montesas, cebras, avestruces y reptiles.[31]

- Área protegida de Taba. En las tierras altas interiores del Golfo de Áqaba, a 550 km de El Cairo, al norte de la gobernación de Sinaí del Sur, con 3595 km2. El llamado Cañón Coloreado (Colored Canyon) es un estrecho cañón de 700 m de anchura destacable por sus coloridas areniscas. Los beduinos cultivan numerosos oasis en la zona protegida. Tiene una riqueza cultural que data de la prehistoria hasta los tiempos islámicos, con pinturas rupestres, inscripciones nabateas y Nawamis (tumbas de piedra prehistóricas), las estructuras techadas más antiguas del mundo, que datan de hace 5000 años. Hay diversos manantiales, como Hadra, en el uadi Ghazala; Oum Ahmed, en el uadi Elswana, y Fortaga, en el uadi Water. Algunas montañas alcanzan los mil metros de altitud. Hay 480 especies de plantas, 25 de mamíferos y 50 de aves raras, como el águila cafre y el quebrantahuesos. Podría haber leopardo de Arabia, que se alimenta de liebres, damanes e íbices nubios.[32]

- Área protegida de las 144 islas del Nilo en Egipto. Son 144 islas salpicadas a lo largo del río, que cubren unos 55 km2 y son importantes centros de biodiversidad muy cerca de lugares muy poblados. Muchas de las islas están parcialmente cultivadas e incluso habitadas. Otras están rodeadas de vegetación, principalmente carrizos, que albergan aves, reptiles, anfibios, peces y vida invertebrada. En el ramal de Rosetta, en el delta, hay 30 islas, en el ramal Damietta hay 19 islas. Entre todas abarcan 16 gobernaciones.[33]

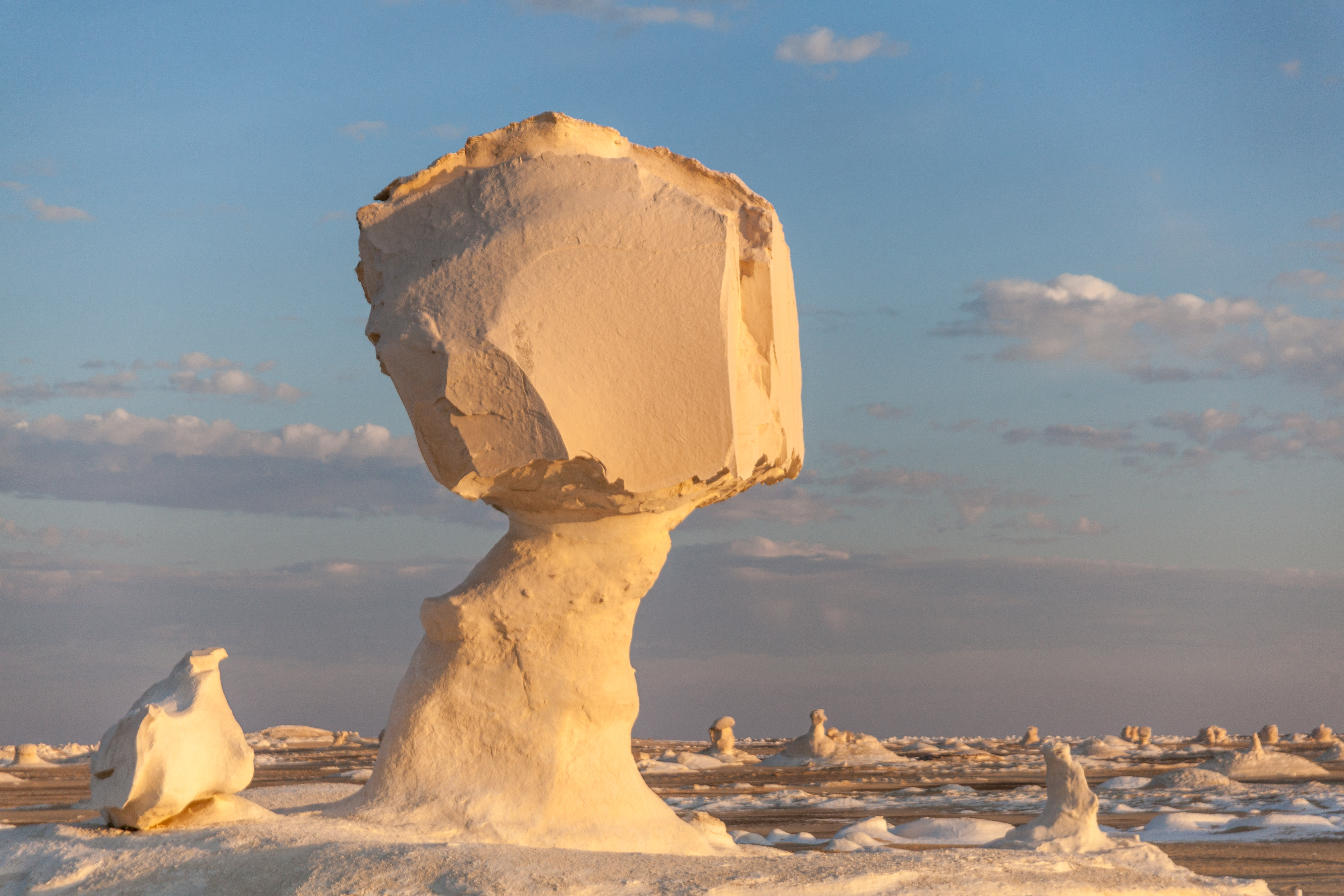
Desierto blanco

- Área protegida del uadi Digla o Wadi Digla. Cubre un uadi grande y empinado que se extiende 30 km de este a oeste, con 60 km2, cortado en las colinas calcáreas del norte del desierto Oriental, al sur de El Cairo, en Maadi. Hay murciélagos (Rhinopoma hardwickei) en las cuevas de las laderas, y es un área recreativa para los cariotas. Hay numerosos fósiles y huellas de un bosque petrificado. Entre los mamíferos, gacelas dorcas e íbices de Nubia.

- Área protegida de Siwa. Se extiende desde la frontera de Libia en el oeste hasta los flancos orientales de la depresión de Qattara el este, y desde la meseta de Diffa en el norte al Gran mar de arena, en el sur. Forma una región única, geomorfológica, biológica y étnica. En la zona habitan gacelas dorcas, gacelas blancas, fénecs y posiblemente guepardos norteafricanos. Entre las aves, tórtola europea. La región tiene una rica herencia cultural centrada en Siwa. Hay numerosos lagos y más de mil fuentes termales.

- Área protegida del desierto blanco. En la depresión de Farafra, al norte del desierto occidental. Destaca por las formaciones de creta, creadas por la erosión del viento y la arena. Tiene unos 3010 km2, con altitudes que van de los 32 a los 352 m. Sirve de refugio a diversos animales, como el arruí, chacales, zorro de Rüppell, fénec y gato de las arenas.